# Геральдика Кастилії
Касти́льський замок (ісп. castillo de Castilla) — герб Кастильського королівства та його королів. У червоному щиті золотий замок з трьома баштами, вікнами і брамою. Вікна і брама зображуються відкритими — лазурними або чорними. Використовується в іспанській геральдиці з ХІІ століття. Після унії Кастилії з Леонським королівством в 1230 році, став основою герба Кастильської Корони (Кастильсько-Леонського королівства), а згодом — Іспанського королівства. Присутній на гербах сучасної Іспанії, іспанських провінцій, ряду іспанських міст та шляхетних родин тощо. Різновид промовистого герба.

## Галерея

### Кастилія

Кастилія (1214)
Кастильська Корона (1230—1284)
Кастильська Корона (1281—1383)
Кастильська Корона (1383—1390)

### Провінції

Герб Кастилії та Леона
Герб Кастилії-Ла-Манчі
Герб Мадриду (автономної спільноти)
Герб Мурсії
Герб Естремадури

### Португалія
Як бризура, геральдична фігура з гербу матері, дружини тощо:

Афонсу ІІІ (граф)
Афонсу ІІІ (король)
Фернанду
Афонсу
Бранка
Афонсу-Саншеш
Беатриса